# Wojciech Toczyski
Wojciech Toczyski herbu Abdank żył w XVIII - XIX wieku – generał major ziemiański milicji sandomierskiej w czasie powstania kościuszkowskiego, rotmistrz chorągwi 3 Brygady Kawalerii Narodowej w 1793 roku, służył w armii Księstwa Warszawskiego.
Podczas insurekcji działał na terenach Pińczowa i Opatowa, organizując oddziały pospolitego ruszenia. Niektóre z nich weszły do służby regularnej jako grenadierzy. Nominację na generała ziemiańskiego uzyskał od Tadeusza Kościuszki. Był jednym z dziesięciu generałów województwa sandomierskiego, ale też jednym z niewielu, którzy usiłowali wywiązać się ze swoich zadań. Jego aktywność napotykała na obojętność i sprzeciw ze strony konserwatywnej części szlachty.